# NGC 6559
NGC 6559 ist ein etwa 5000 Lichtjahre entfernter Nebel im Sternbild Schütze. 
NGC 6559 umfasst rötlich leuchtenden Emissionsnebel, bläulichen Reflexionsnebel und Dunkelwolken. Die rötlich leuchtenden Emissionsnebel bestehen aus Wasserstoff, welcher Licht auf der Hα-Linie emittiert. Die bläulichen Reflexionsnebel werden von jungen Sternen angeleuchtet. Die dunklen Wolken bestehen aus kalten Molekülen und Staub.
Der Nebel wurde am 1. Juli 1826 von dem Astronomen John Herschel mit seinem 48-cm-Teleskop entdeckt.